# Três tigres tristes
Três tigres tristes (dt.: „Drei traurige Tiger“, internationaler Titel: Three Tidy Tigers Tied a Tie Tighter) ist ein brasilianischer Spielfilm von Gustavo Vinagre aus dem Jahr 2022. Das Werk begleitet queere Menschen in São Paulo, wie sie in einer Pandemie einem Virus und dem politischen Versagen ihrer Regierung trotzen.
Die Weltpremiere fand im Februar 2022 bei den 72. Internationalen Filmfestspielen Berlin statt.

## Handlung
São Paulo, in einer dystopischen Zukunft: Drei queere junge Menschen lassen sich durch die Stadt treiben. Seitdem ein Virus umgeht, der vor allem das Gehirn und das Gedächtnis angreift, hat der Staat, in dem sie leben, seine koloniale Vergangenheit und Diktaturgeschichte vergessen. Verzweifelt wird auf eine mögliche „Goldene Phase“ gewartet. Durch die Pandemie und den grassierenden Kapitalismus ist die Stadt ausgelaugt. Die drei Personen erinnern sich während ihrer Streifzüge gegenseitig an verstorbene Liebhaber oder teilen Erfahrungen über HIV. Auch holen sie sich Schminktipps für maskierte Gesichter. Am Ende kommen sie mit anderen gesellschaftlich Vergessenen im Salon der Sängerin Mirta zusammen. Dort wird eine Antiquitäten-Revue organisiert.

## Veröffentlichung
Três tigres tristes erhielt eine Einladung in die Sektion Forum der Berlinale. Dort wurde das Werk am 14. Februar 2022 uraufgeführt.

## Auszeichnungen
Im Rahmen der Berlinale 2022 gewann Vinagres Film den Teddy Award in der Kategorie Bester Spielfilm und war für den Leserpreis des Tagesspiegels nominiert.